# Relations entre l'Azerbaïdjan et la Roumanie
Les relations entre l'Azerbaïdjan et la Roumanie sont les relations extérieures entre l'Azerbaïdjan et la Roumanie. Les pays ont établi des ambassades dans leurs capitales respectives. Le président azerbaïdjanais a visité la Roumanie en octobre 2004 et les deux pays ont signé plus de cinquante accords distincts à ce jour.

## Histoire
Les relations entre les deux pays remontent au XVe siècle quand Uzun Hasan et le prince moldave Étienne III de Moldavie ont signé un accord de coopération militaire. Cette coopération s'est poursuivie pendant le règne des Séfévides. On suppose que le premier travail d'impression en Azerbaïdjan est apparu avec l'aide du prince roumain Dimitrie Cantemir. Accompagnant Pierre le Grand dans son voyage aux territoires pré-Caspiens, le prince Dimitri a écrit le texte d'appel au roi à la population locale en azéri. Lors de la Première Guerre Mondiale, le Royaume de Roumanie était du côté des Alliés, tandis que la République démocratique d'Azerbaïdjan était du côté des Empires centraux.

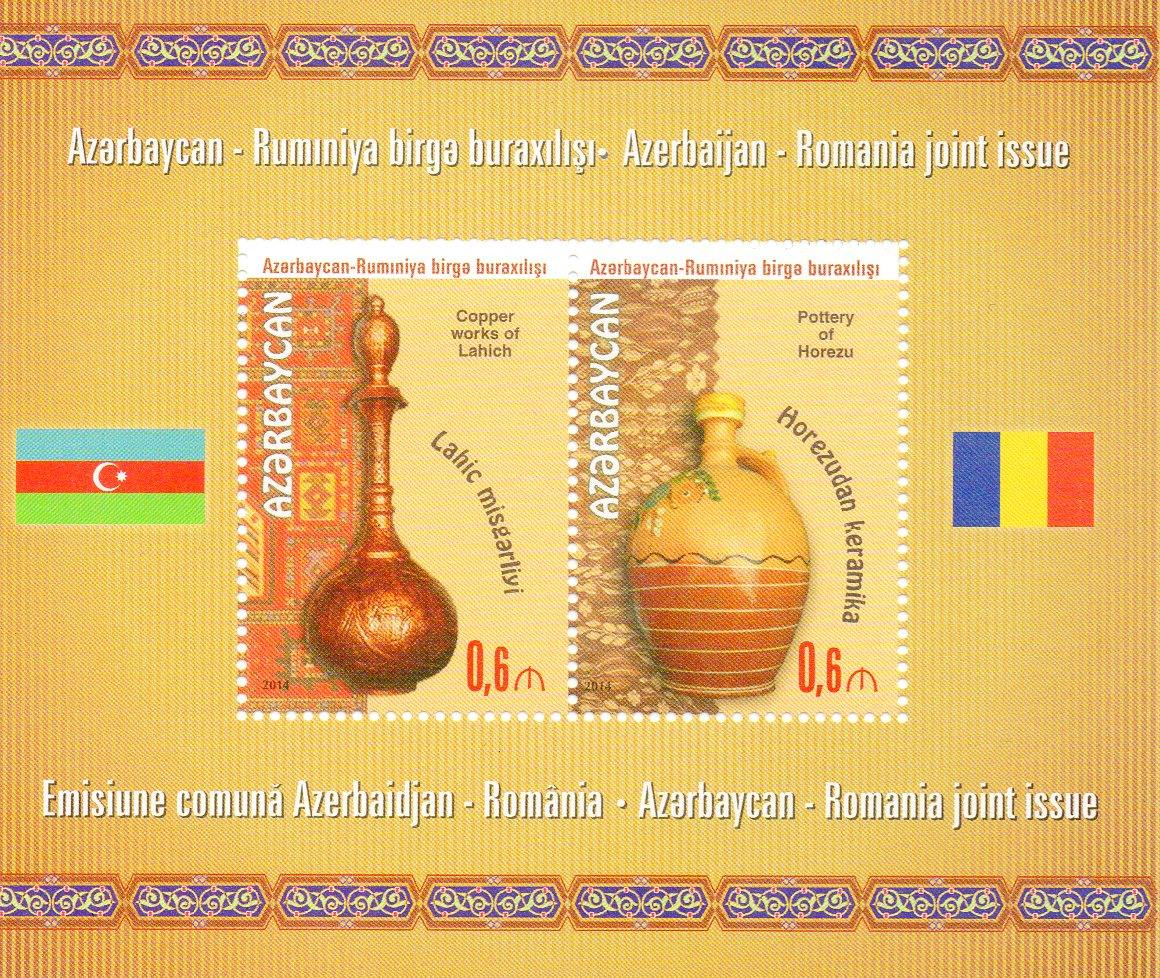
Émission conjointe de l'Azerbaïdjan et de la Roumanie.

La Roumanie a reconnu officiellement l'indépendance de l'Azerbaïdjan le 11 décembre 1991. Les deux pays ont établi des relations diplomatiques le 19 juin 1992.
Partageant de nombreux domaines communs, les deux pays se sont surtout concentrés sur le commerce et la connexion énergétique. Des délégations commerciales et des discussions fréquentes ont lieu concernant le développement futur de ces relations et l'augmentation du commerce bilatéral, après que le commerce originaire d'Azerbaïdjan ait atteint environ cinq fois la quantité (120 millions d'€) de celui de la Roumanie (24 millions d'€).
En tant que membre de l'Organisation du traité de l'Atlantique nord (OTAN), la Roumanie y a ardemment défendu l'adhésion future de l'Azerbaïdjan, en soulignant l'importance stratégique du pays pour le commerce et le transport.